# وينديل هال
وينديل هال (بالإنجليزية: Wendell Hall)‏ هو كاتب أغاني أمريكي، ولد في 23 أغسطس 1886 في سانت جورج في الولايات المتحدة، وتوفي في 2 أبريل 1969 في ألاباما في الولايات المتحدة.

## وصلات خارجية
- وينديل هال على موقع IMDb (الإنجليزية)
- وينديل هال على موقع ميوزك برينز (الإنجليزية)
- وينديل هال على موقع أول ميوزيك (الإنجليزية)
- وينديل هال على موقع ديسكوغز (الإنجليزية)